# Capsicum friburgense
Capsicum friburgense là loài thực vật có hoa trong họ Cà. Loài này được Bianch. & Barboza mô tả khoa học đầu tiên năm 2005.